# 위도 (부안군)
위도(蝟島)는 전북특별자치도 부안군 위도면의 변산반도 앞바다에 있는 섬이다. 위도라는 명칭은 섬 모양이 고슴도치[蝟]와 비슷한 데에서 비롯되었으며, 부안군 본토와는 격포항에서 뱃길로 50분 거리이며, 6개의 유인도와 24개의 무인도로 구성되어 있다.

## 관광
위도는 해안일주도로의 경관이 빼어나 관광지로써 이름 높다. 

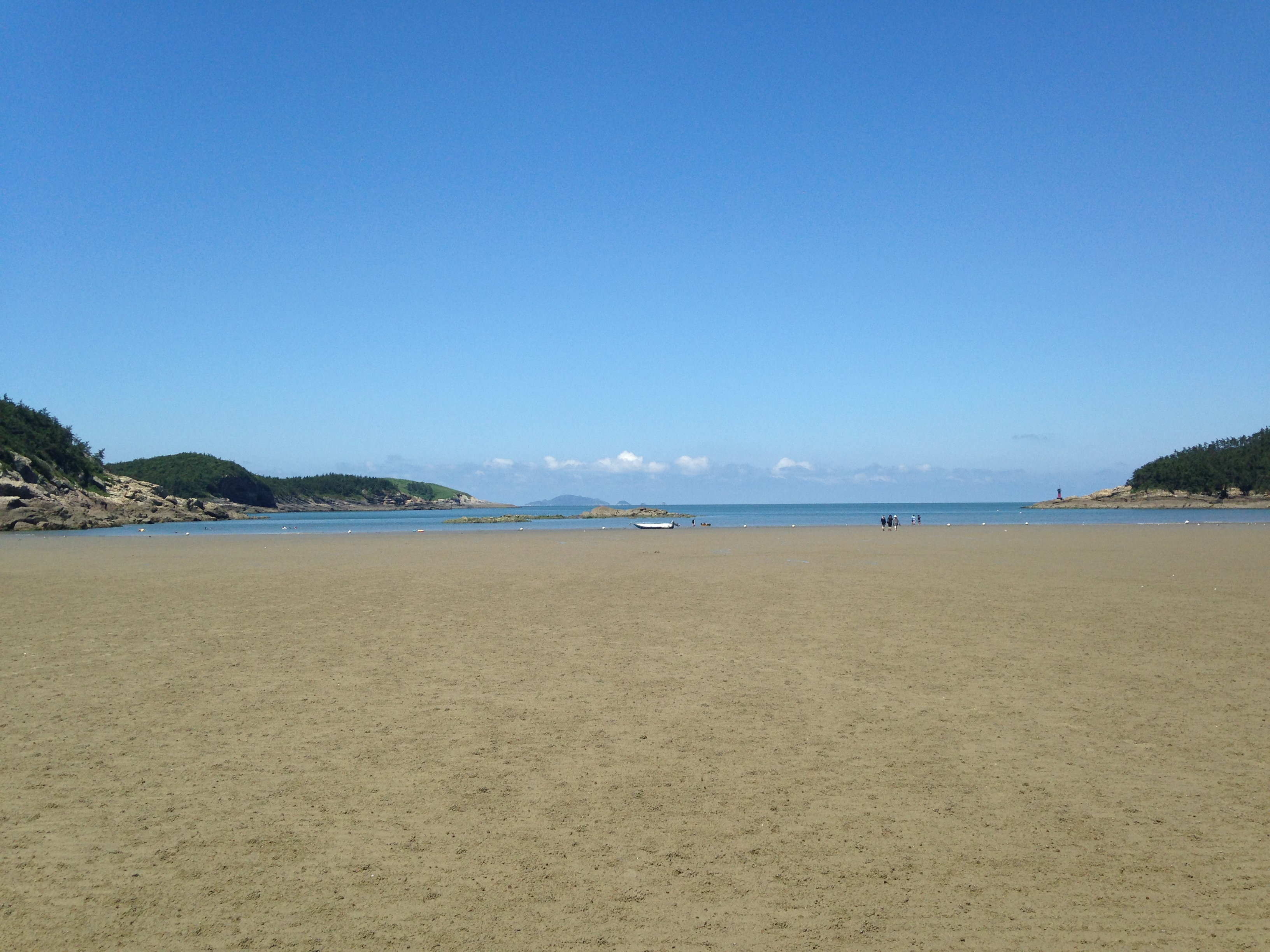
위도 해수욕장

위도해수욕장소쿠리와 비슷한 모양을 갖추고 있으며 1km가 넘는 고운 모래사장과 백옥같이 맑은 물에 수심이 깊지 않아 누구에게나 인기가 있는 해수욕장이다. 근처에 다른 해수욕장에 비해 전망이 좋아 모래사장에 앉아 있으면 상왕등도의 원경이 그림과 같이 펼쳐진다. 위도 해수욕장은 1969년에 개장한 오랜 역사를 자랑한다. 비교적 수심이 얕고 파도가 거세지 않아 물놀이에 제격이며, 해수욕과 함께 썰물 때는 축구, 배구 등 다양한 공놀이도 할 수 있다.
위도띠뱃놀이대리마을에서 매년 정월초 사흘날 마을의 안녕과 풍어를 기원하고 염원들을 띠배에 실어 바다에 띄어 보내는 풍어제를 성대하게 지낸다. 이 풍어제는 대한민국 국가무형문화재 제82-3호로 지정되었다.
위도관아위도면 진리에 위치한 조선시대 수군의 관아로 1982년에 전라북도 유형문화재 101호로 지정되었다.
내원암자장율사가 중건한 4백여년의 역사를 지닌 조계종 비구니 사찰이다. 숲속에 자리한 절 주변에는 기관지에 좋다는 인동초가 지천으로 자라고 법당 옆의 약수는 물맛이 일품이다. 절터가 여인의 자궁을 닮아 이 곳에 기원하면 득남할 수 있다는 이야기도 전해진다.
서해 훼리호 참사 위령탑1993년 10월 10일 오전 10시 10분, 승객 362명을 실은 서해 훼리호가 파장금에서 격포로 운항하다 임수도 북쪽 해상에서 높은 파도를 맞고 침몰해 사망한 292명의 귀중한 생명을 기리기 위해 위령탑이 세워졌다.

## 사건사고
- 2003년에 방사능폐기물처리장이 들어설 예정이었으나, 부안 주민들의 반대로 무산되었다.

## 같이 보기
- 위도항